# 양초나무
양초나무(洋---, 학명: Dacryodes excelsa 다크리오데스 엑스켈사[*])는 감람나무과의 나무이다. 원산지는 카리브해의 앤틸리스 제도이다.